# 전라남도해남교육지원청
전라남도해남교육지원청(全羅南道海南敎育支援廳, Haenam Office of Education)은 전라남도 해남군을 관할하는 전라남도교육청 산하 교육지원청이다. 단, 중학교, 고등학교는 모두 남녀공학이다.
교육장은 장학관으로 보한다.

## 산하 기관

### 유치원
| - 해오름유치원 | - 미래클유치원 - 해남원광유치원 |

### 초등학교
| - 계곡초등학교 - 마산초등학교 - 용전분교 - 북일초등학교 - 북평초등학교 - 산이서초등학교 | - 산이초등학교 - 삼산초등학교 - 송지초등학교 - 송호초등학교 - 어란진초등학교 - 어불분교(휴교) | - 옥천초등학교 - 우수영초등학교 - 해남동초등학교 - 해남서초등학교 - 현산남초등학교 | - 현산초등학교 - 화산남초등학교 - 화산초등학교 - 화원초등학교 - 황산초등학교 |

### 중학교
| - 두륜중학교 - 북평중학교 - 산이중학교 | - 송지중학교 - 우수영중학교 - 해남제일중학교 | - 해남중학교 - 현산중학교 - 화산중학교 | - 화원중학교 - 황산중학교 |

### 고등학교
| - 해남고등학교 - 해남공업고등학교 - 송지고등학교 - 화원고등학교 |